# Charaxes latona
Espèce
Charaxes latona est une espèce d'insectes lépidoptères  appartenant à la famille des Nymphalidae, à la sous-famille des Charaxinae et au genre Charaxes.

## Dénomination
Charaxes latona a été nommé par Butler en 1866.

### Sous-espèces
- Charaxes latona latona
- Charaxes latona artemis Rothschild, 1900;
- Charaxes latona aruanus Butler, 1872;
- Charaxes latona brennus C. et R. Felder, [1867]
- Charaxes latona diana Rothschild, 1898;
- Charaxes latona gigantea Hagen, 1897;
- Charaxes latona layardi Butler, 1896;
- Charaxes latona leto Rothschild, 1898;
- Charaxes latona ombiranus Rothschild, 1900;
- Charaxes latona marcia Joicey et Noakes, 1915;
- Charaxes latona meridionalis Rothschild, 1900;
- Charaxes latona papuensis Butler, 1869;
- Charaxes latona stephanus Rothschild, 1900[1].

### Noms vernaculaires
Il se nomme Danaid Eggfly en anglais.

## Description
Charaxes latona est un grand papillon orange largement bordé de marron foncé presque noir. Les ailes antérieures concaves ont la moitié basale orange et la moitié distale dont tout l'apex marron foncé. Les ailes postérieures avec deux queues, ont dans une bande marginale marron, une ligne submarginale de petits points blancs. L'ornementation marron est plus ou moins importante suivant les sous-espèces et peut se limiter à une ligne submarginale de taches marron pupillées de blanc aux postérieures
Le revers est marron clair terne avec des reflets violacés et une ornementation de chevrons limitant des bandes plus ou moins foncées.

## Biologie

### Plantes hôtes
Les plantes hôtes de sa chenille sont des Pterocarpus et Cryptocarya triplinervis.

## Écologie et distribution
Il est présent en Australie et dans certaines des iles environnantes dont Aru, Biak, l'archipel Bismarck.

### Protection
Pas de protection : il est en vente libre sur Internet.